# Championnat du monde de patinage artistique 1900
Navigation
Mondiaux 1899 Mondiaux 1901
Le Championnat du monde de patinage artistique 1900 a lieu du 10 au 11 février 1900 à la patinoire extérieure de Davos en Suisse.

## Podium
| Épreuves                      | Or           | Argent         | Bronze |
| ----------------------------- | ------------ | -------------- | ------ |
| Messieurs résultats détaillés | Gustav Hügel | Ulrich Salchow |        |

## Tableau des médailles
| Rang  | Nation   | Or | Argent | Bronze | Total |
| ----- | -------- | -- | ------ | ------ | ----- |
| 1     | Autriche | 1  | 0      | 0      | 1     |
| 2     | Suède    | 0  | 1      | 0      | 1     |
| Total | Total    | 1  | 1      | 0      | 2     |

## Détails de la compétition Messieurs
| Rang    | Nom            | Nation      | Places | Points | Fig. impo. | Prog. libre |
| ------- | -------------- | ----------- | ------ | ------ | ---------- | ----------- |
| 1       | Gustav Hügel   | Autriche    | 7      | 362.20 | 2          | 1           |
| 2       | Ulrich Salchow | Suède       | 8      | 359.00 | 1          | 2           |
| Forfait | G. Wood        | Royaume-Uni |        |        |            |             |